# Liste des seigneurs de Cuiseaux
La maison de Cuiseaux (ou Cuseau, Cuisel) tirait son nom d'un village de la Bresse. Elle possédait la baronnie de Clairvaux.
Les armes étaient d'or à trois chevrons de gueules que la branche de Clairvaux brisait d'un lambel à trois ou quatre pendants.

## Branche aînée
Pons/Ponce Ier de Cuiseaux, (? - après 1107), sa première place dans une charte de 1107 témoigne de sa haute position devant le tribunal des comtes de Bourgogne et de Mâcon. Son épouse et sa succession sont inconnue.

Hugues Ier de Cuiseaux, seigneur de Cuiseaux et de Clairvaux.
Mariage et succession :

Son épouse est inconnue, il a :
- Mathilde, (? - avant le 2 juillet 1137), elle épouse vers 1131 Amédée Ier de Genève, comte de Genève.

Renaud de Cuiseaux, (? - après 1131), chevalier, il est le témoin en 1131 de la fondation de l'abbaye Notre-Dame du Miroir par Humbert de Coligny. Son épouse et sa succession sont inconnue.

Pons II de Cuiseaux, (? - après 1189), seigneur de Cuiseaux et de Clairvaux.
Mariage et succession :

Il épouse Ermengarde, de qui il a :
- Pons III qui suit,
- X, elle épouse Amédée.

Ponce III de Cuiseaux, (? - vers 1230/34), sire de Cuiseaux. en 1204 il fait plusieurs dons à l'abbaye de Balerne, en particulier le moulin de Mont-Olivet. En 1207 il approuve ceux fait par son père à l'abbaye d'Abondance. Il reprend en fief en 1227 Mont-Saint-Sorlain, Clairvaux et Virechâtel et en rend hommage à Gaucher Ier de Broyes-Commercy. 
Mariage et succession :

Il épouse Laure, dame de Bar-sur-Seine, fille de Guy de Sennecey (mais plus probablement du premier époux d'Helvis, non identifié) et d'Helvis du Puiset, de qui il a :
- Hugues II qui suit,
- Ponce IV, il fonde la branche de Clairvaux (ci-dessous),
- Alix[7], (? - après janvier 1256).

Hugues II de Cuiseaux, (? - vers 1244), chevalier, seigneur de Cuiseaux. Il fait plusieurs donations à abbaye Notre-Dame du Miroir. 
Mariage et succession :

Il épouse Agnès, fille de Ponce de Mont-Saint-Jean et de Sibylle de Noyers, de qui il a :
- Jean Ier qui suit.

Jean Ier de Cuiseaux, (? - avant avril 1274), seigneur de Cuiseaux. En 1255 il confirme les aumônes que Ponce de Cuiseaux avait faites à l'abbaye de Balerne. En juillet 1265 il accorde leurs premières franchises aux habitants.
Mariages et succession :

Il épouse en premières noces Jeanne de Salins, fille de Jean Ier de Chalon et de Mahaut de Bourgogne, puis en secondes noces Catherine, fille d'Humbert IV de Montluel et d'Alix de La Tour. De son second mariage il a :
- Jean II qui suit.

Jean II de Cuiseaux, (? - 21 mars/12 mai 1320), seigneur de Cuiseaux et de Branges, damoiseau.
Mariage et succession :

Il épouse Catherine de Vienne, de qui il a Jean III qui suit.

Jean III de Cuiseaux, seigneur de Cuiseaux.
Mariage et succession :

Il épouse Catherine, dame de Chenecey, fille de Pierre de Joinville (probablement de Gex, x Aimée de Coligny d'Andelot, les Coligny ayant auparavant Chenecey/Charencey). Jean III n'a pas d'enfants.

## Branche deClairvaux
Pons IV de Cuiseaux, (? - après 1254), seigneur de Clairvaux. Fils de Ponce III de Cuiseaux, avait en partage la baronnie de Clairvaux dont il prenait le nom. Il était cité en 1238 dans la confirmation des biens faite par Agnès de Cuiseaux, sa belle-sœur, en faveur de l'abbaye de Balerne. 
Mariage et succession :

Son épouse est inconnue (probablement Nicole/Laure, une fille de Gaucher Ier de Commercy de Mont-Rivel, selon l'érudit Alphonse Rousset dans sa notice sur Clairvaux), il a :
- Humbert qui suit,
- Gaucher.

Humbert de Cuiseaux, (? - après 1303), sire de Clairvaux, Vertamboz, Mont-Saint-Sorlin et Charisie. Vicomte de Besançon jusqu'en 1293. Il assiste en 1303 au traité de mariage entre Hugues Ier de Chalon-Arlay et Béatrix de Viennois-La Tour-du-Pin, et à la reprise de fief de la terre de Châtel-Vilain et du Mont-Rivel par Gaucher de Commercy où il appose son sceau le représentant à cheval, tenant une épée nue de la main droite et de la gauche un écu chargé de trois chevrons avec un lambel à quatre pendants, le caparaçon du cheval couvert des mêmes armes. Vers 1316, Hugues de Chalon-Arlay sera vicomte de Besançon et seigneur de Cuiseaux, puis ses descendants après lui. 
Mariage et succession :

Il épouse Isabelle d'Avilley ( - 1296), inhumée dans l'église de Clairvaux de qui il a :
- Étienne, damoiseau, nommé dans la reprise de fief de 1301 des terres de Mont-Saint-Sorlin,
- Marguerite, (? - après 1344), dame de Clairvaux et du château de Joux, qui épouse Jean de Faucogney dit Jean de Villersexel,
- Nicole, qui épouse Hugues II d'Usie, et obtient le château de Mont-Saint-Sorlin, les terres de Vertamboz, de Charisie, de Charcey et d'Ouges.

Marguerite de Clairvaux transmettait la baronnie de Clairvaux à ses descendants de la maison de Faucogney qui la gardaient jusqu'à la fin du XVe siècle, à ce moment elle passait à Charles de Bauffremont de la branche de Scey-sur-Saône.

## Sources
- Jean Baptiste Guillaume, Histoire généalogique des sires de Salins au comté de Bourgogne, Jean-Antoine Vieille, 1757 (lire en ligne), p. 130 à 134
- Geneall .
- Fabpedigree .
- Roglo .
- Médiéval Généalogie .